# RM Classics
RM Classics Manufacturing Pty. Ltd. war ein südafrikanischer Hersteller von Automobilen.

## Unternehmensgeschichte
Das Unternehmen wurde 1987 in Port Elizabeth gegründet. Die Produktion von Automobilen lief je nach Quelle von etwa 1989 bis 1990, von 1989 bis 1991 oder in den 1990er Jahren. Der Markenname lautete RM, nach anderen Quellen möglicherweise RM Classics. Albert und Saier Automobilbau boten die Fahrzeuge in Deutschland an sowie Tiger Racing im Vereinigten Königreich. 2010 wurde das Unternehmen aufgelöst.

## Fahrzeuge
Im Angebot standen Nachbildungen. Das wichtigste Modell war der RM Seven, nach einem Rechtsstreit mit Caterham Cars umbenannt in RM Eight. Dies war ein Roadster im Stil des Lotus Seven.
Weitere Fahrzeuge ähnelten dem Lamborghini Countach, AC Cobra oder Modellen von MG.